# Bayartsetseg Altangerel
En aquest nom mongol, el nom és «Altangerel» i «Bayartsetseg» és un patronímic, no pas un cognom.
Bayartsetseg Altangerel (mongol: Алтангэрэлийн Баярцэцэг)  (Ulaanbaatar, 29 de novembre de 1990) és una actriu mongola, model i titular de premis de bellesa que va representar Mongòlia als concursos de Miss Internacional 2014, Miss Terra 2015 i Miss Món 2016.